# Apostasía colectiva
Apostasía colectiva es una campaña política y social creada con el objetivo de renunciar en masa a la iglesia católica, la cual se ha efectuado en varios países latinoamericanos y en España desde 2009. Esta acción es realizada principalmente por ciudadanos ateos y agnósticos que han sido bautizados en su infancia y consideran que deben sincerar su situación con la Iglesia dada su postura actual sobre varias causas o cuestiones de importancia en la sociedad. Las campañas por país se organizan utilizando principalmente las redes sociales. Cabe destacar que, dentro de las personas que realizan apostasía colectiva, también hay católicos quienes siguen manteniendo su fe pero prefieren no adherir a la doctrina y/o las posturas cotidianas de la iglesia.

## Historia

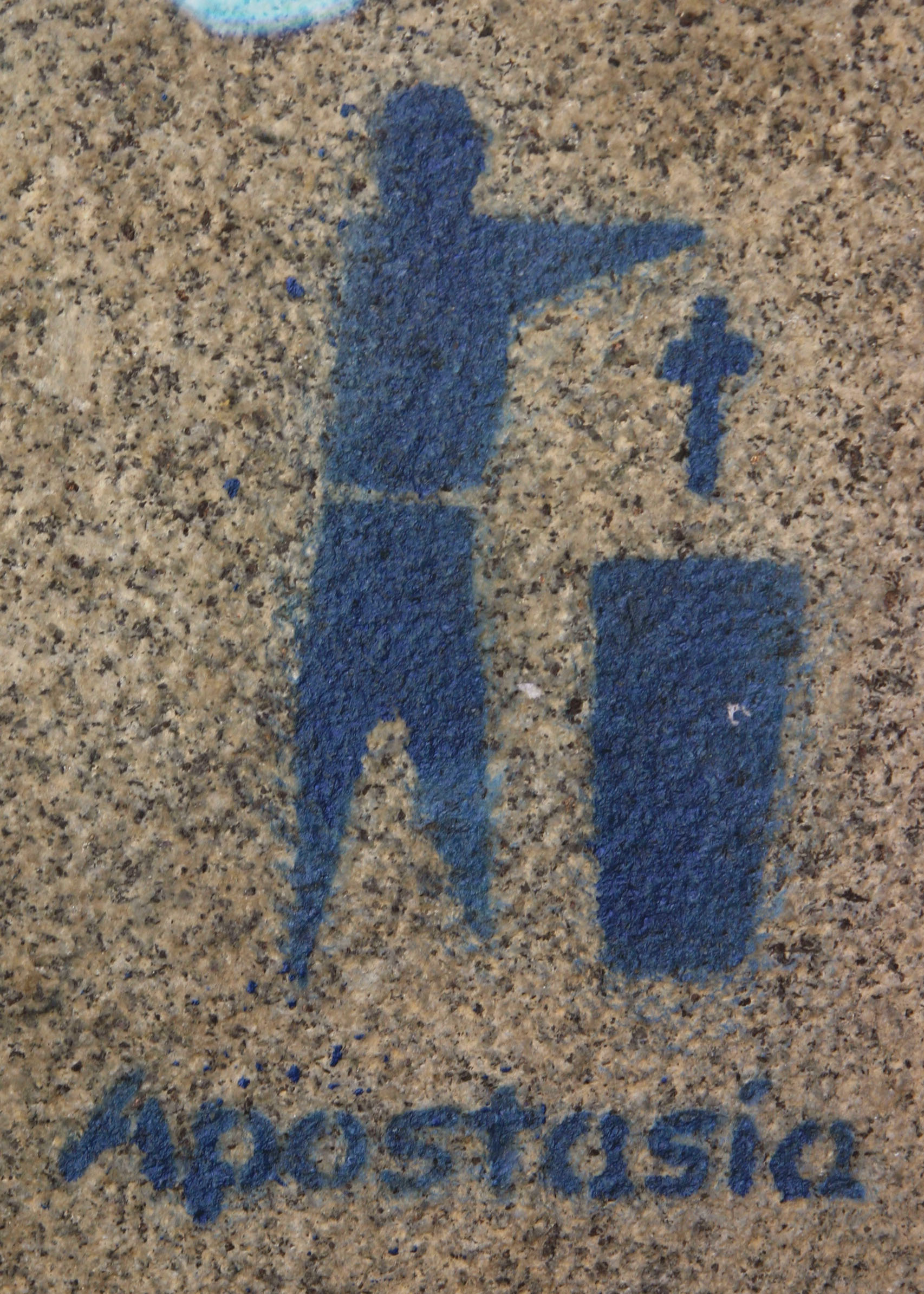
Logo español llamando a la apostasía, visto en un grafiti de una pared que da a la calle en España, alrededor de 2007

Si bien la apostasía tiene una larga data. El adjetivo "colectiva" busca más bien hacer algo de carácter simbólico o político según lo que los propios apóstatas declaran en sus escritos y videos. 
Se pueden encontrar diversas referencias al término apostasía en el Catecismo de la Iglesia Católica, entre las que destaca el número 817, en el que se describe como una ruptura que lesiona la unidad de la Iglesia, junto con la herejía y el cisma. En el número 2089, incluye la apostasía entre los pecados contra la virtud de la fe: "La incredulidad es el menosprecio de la verdad revelada o el rechazo voluntario de prestarle asentimiento. Se llama herejía a la negación pertinaz, después de recibido el bautismo, de una verdad que ha de creerse con fe divina y católica, o la duda pertinaz sobre la misma; apostasía es el rechazo total de la fe cristiana; cisma, el rechazo de la sujeción al Sumo Pontífice o de la comunión con los miembros de la Iglesia a él sometidos".
Los primeros antecedentes de este tipo de acción los encontramos en Sudamérica, cuando la Asociación Civil de Ateos de Argentina realiza para el 30 de marzo de 2009 una campaña masiva bajo el lema “No en mi nombre”. Para la celebración de los bicentenarios de las naciones americanas el ejemplo cundió en otros países, fijándose como día de la Apostasía los 10 de diciembre de cada año.
Con motivo del Censo nacional realizado en 2012 en Chile, la Asociación Escéptica de Chile adelantó la fecha de apostasía para abril de ese año.
En Ecuador se realizó un evento de este tipo el 17 de julio de 2019